# Chandni Chowk

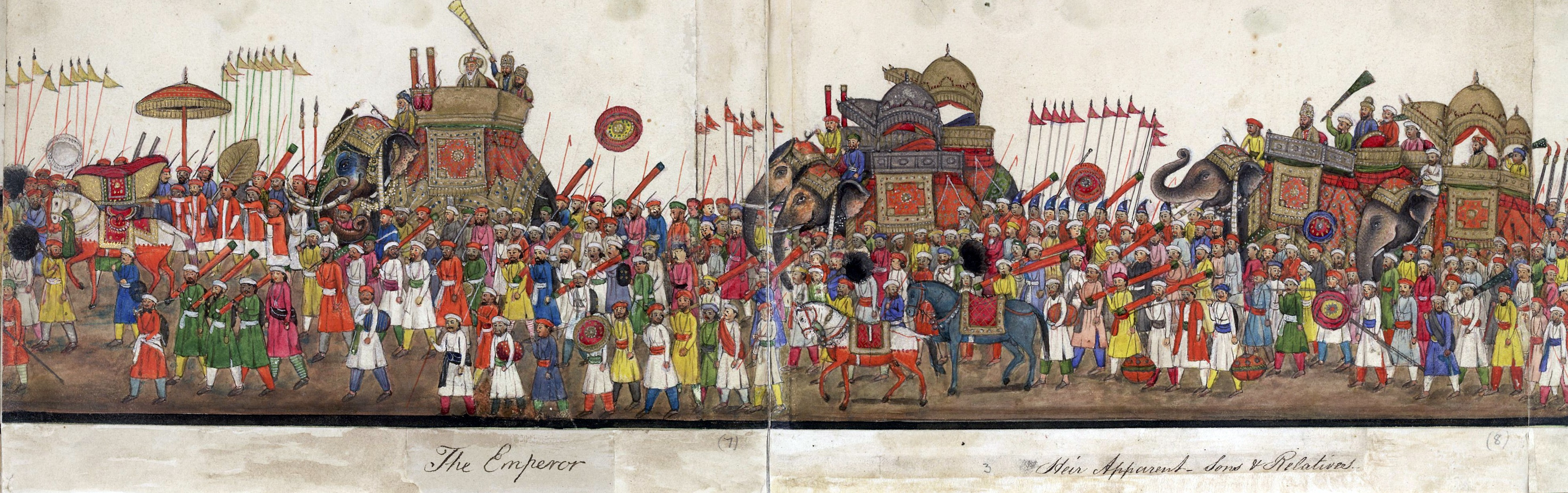
Processione dell'imperatore Bahadur Shah II nel Chandni Chowk, 1843

Il Chandni Chowk è uno dei più antichi e affollati mercati dell'Antica Delhi in India. Si trova nei pressi della stazione della Vecchia Delhi e del Forte rosso. Venne costruito nel XVII secolo dall'imperatore Moghul Shah Jahan su progetto di sua figlia Jahanara. Il mercato era un tempo attraversato da canali (ora chiusi) per riflettere il chiarorre lunare ed è ancora oggi uno dei mercati all'ingrosso più grandi dell'India.

## Storia

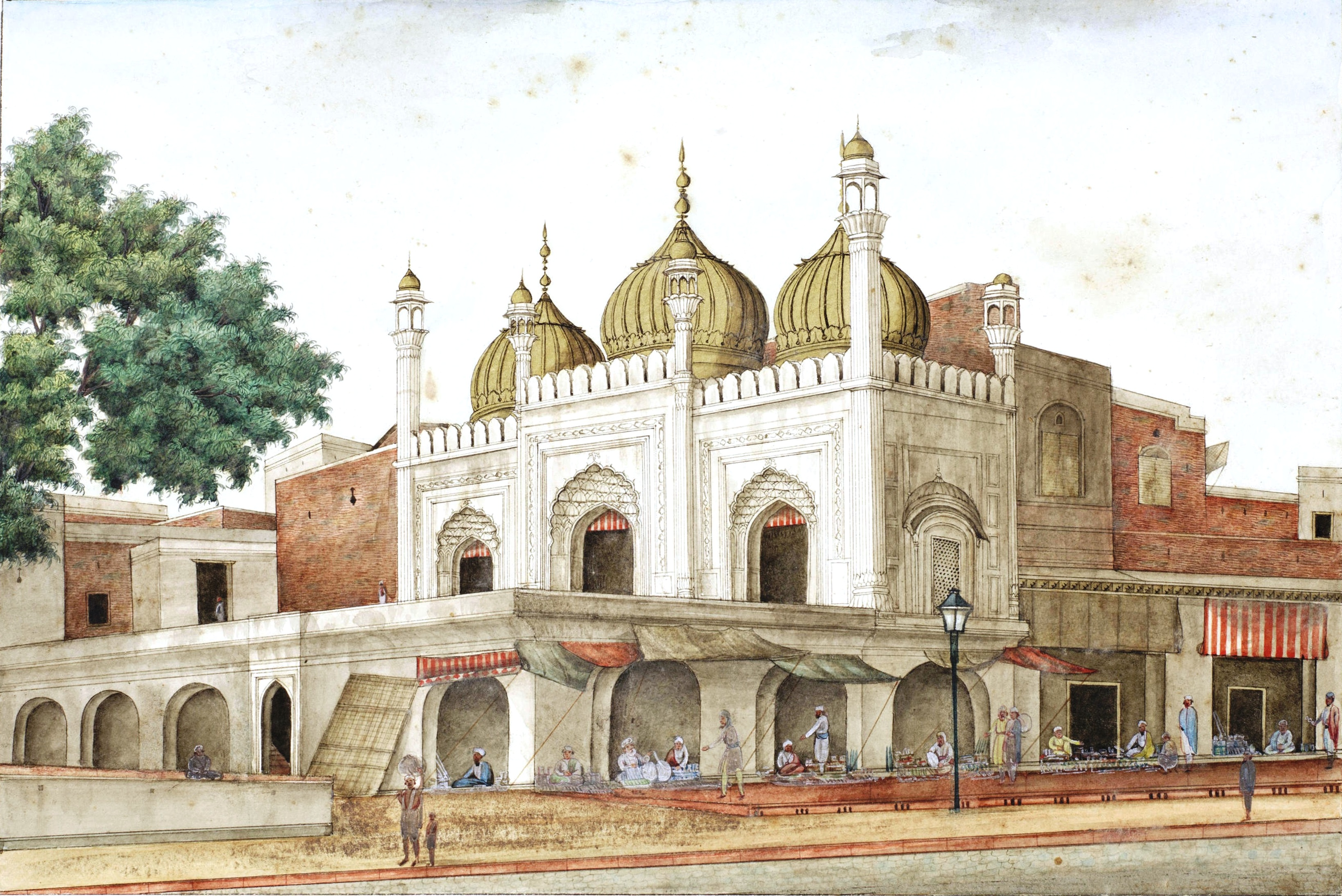
Dipinto della Moschea dorata (Sunehri Masjid) negli anni 1850, di Ghulam Ali Khan

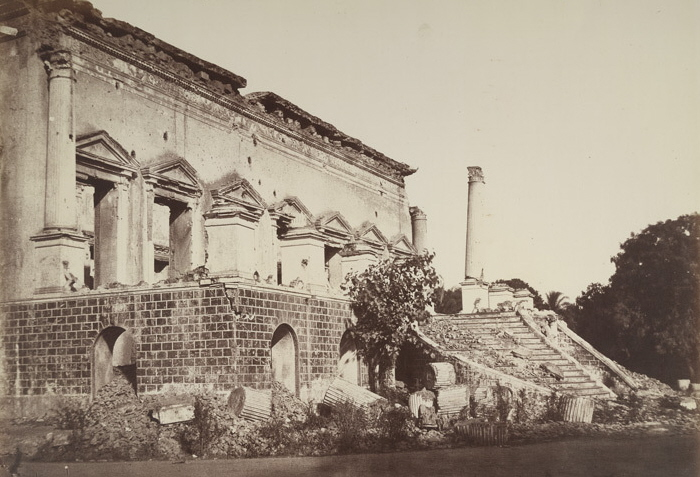
Palazzo della Begum Samru nel Chandni Chowk, Delhi, 1857, dopo la ribellione indiana del 1857

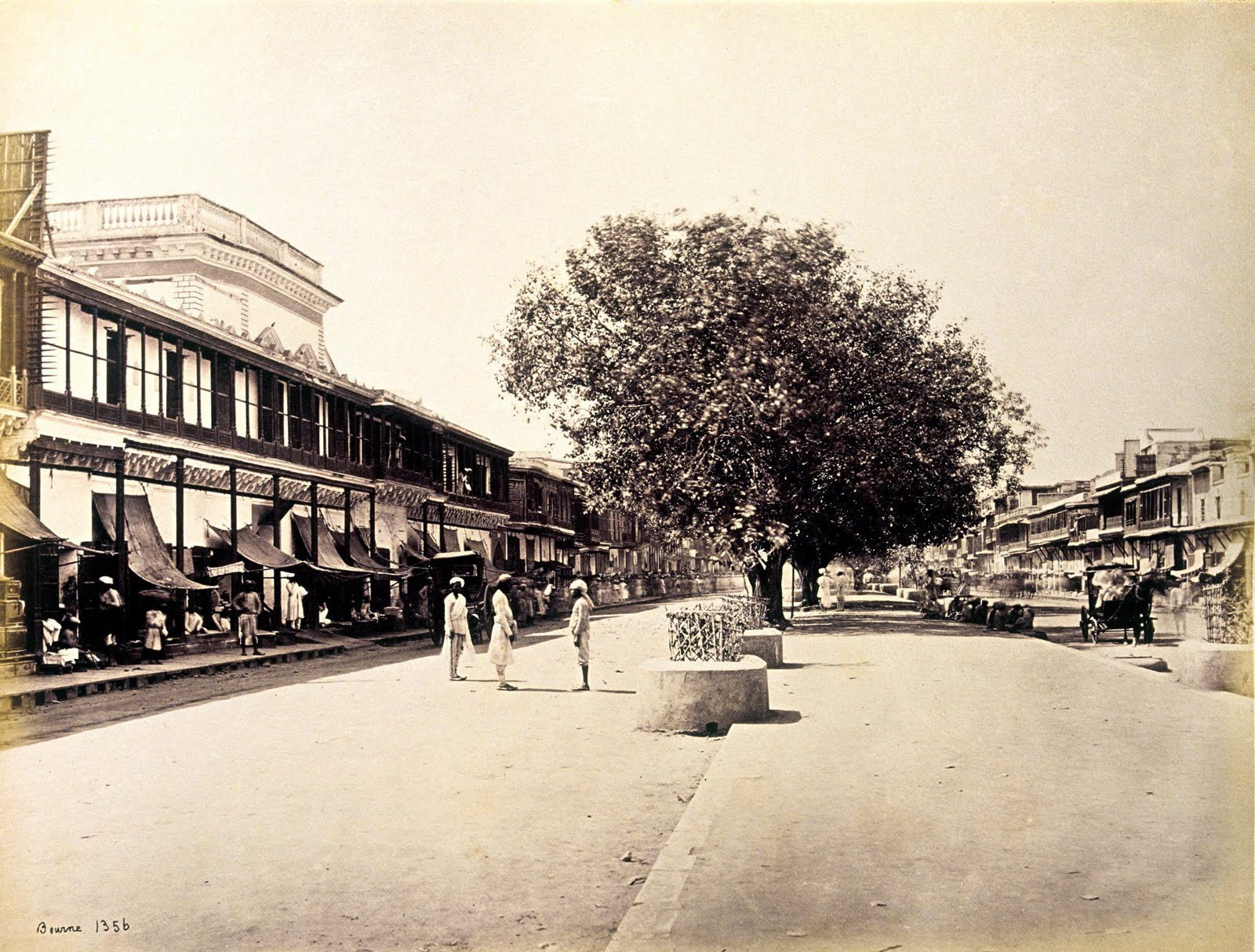
Chandni Chowk negli anni 1860.

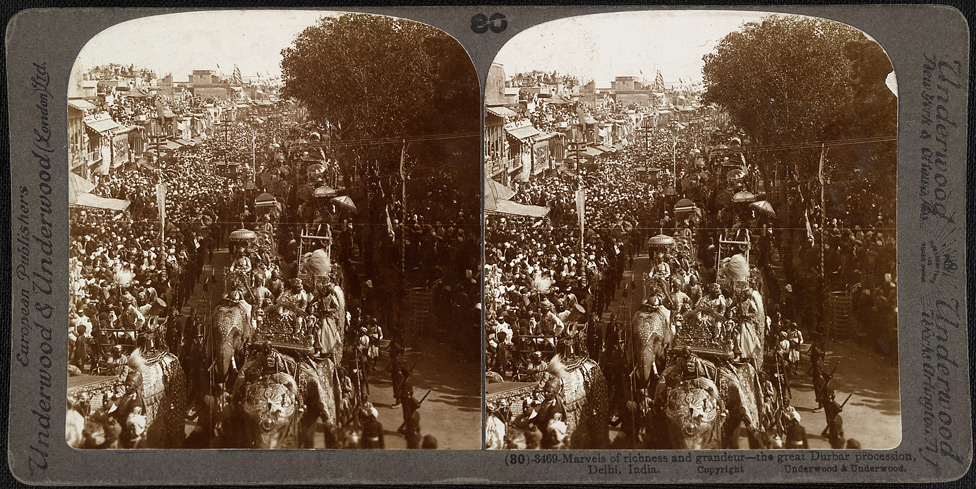
Processione di re Edoardo VII e della regina Alexandra come imperatore e imperatrice dell'India, 1903 Delhi Durbar

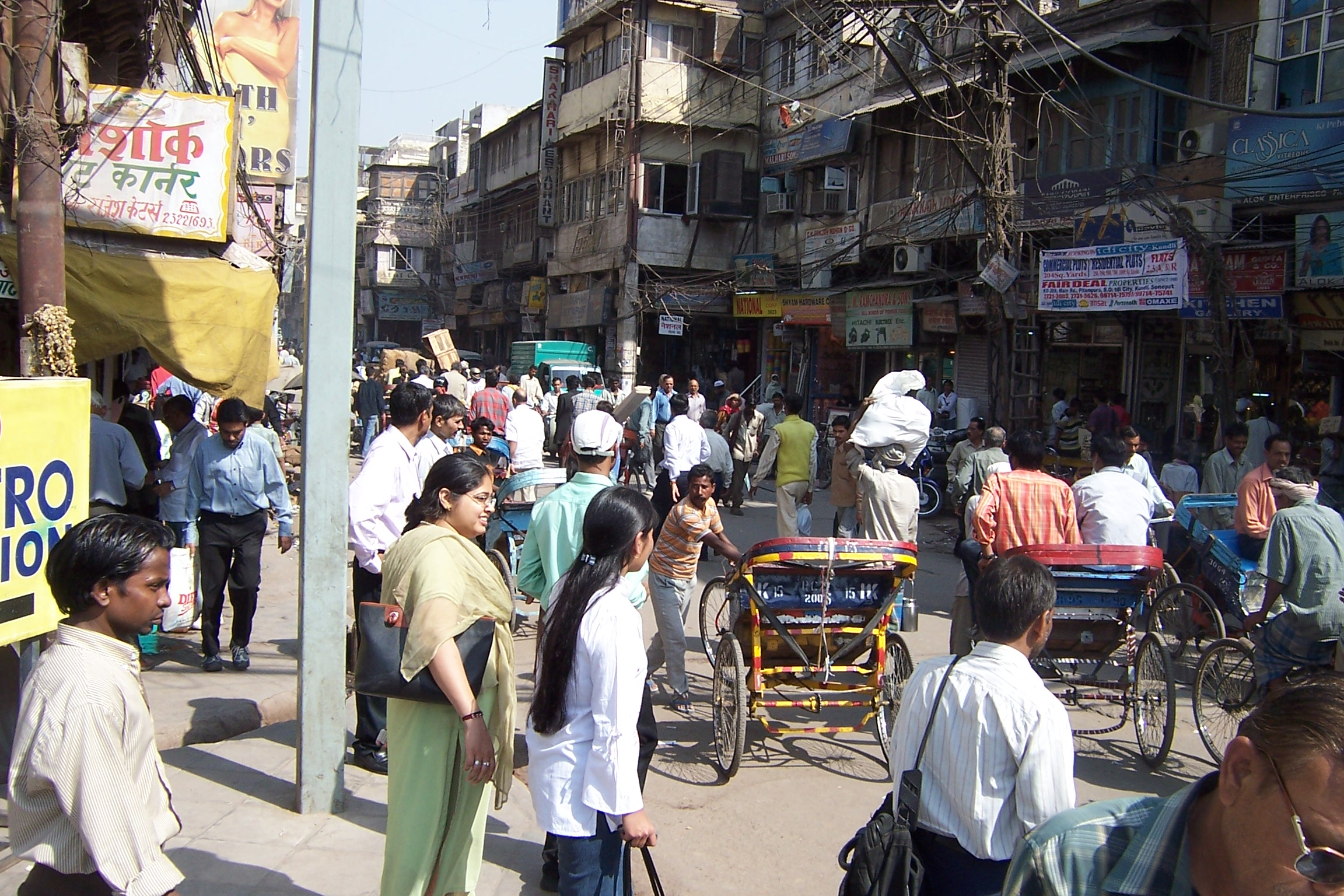
Chawri Bazar nel Chandni Chowk nel 2006

La storia del mercato risale a quella della fondazione della capitale Shahjahanabad, quando l'imperatore Shah Jahan costruì il Forte rosso sulle rive del fiume Yamuna adiacente alla sua nuova capitale.
Chandni Chowk, o Piazza del chiaro di luna, fu progettato da Jahanara Begum, figlia favorita di Shah Jahan, nel 1650. In origine era costituito da 1.560 negozi, ed era largo 36 metri e lungo 1.370 metri. Venne progettato come una piazza con al centro una piccola piscina che brillava alla luce della luna, una caratteristica che forse gli diede il nome. I negozi vennero originariamente costruiti a forma di mezza luna, caratteristica ora andata perduta. Il bazar era famoso per i suoi mercanti di argento, che hanno contribuito a dare il nome a questo prezioso metallo chiamato Chandi in lingua hindi, una leggera variazione della forma Chandni.
La piscina venne poi rimpiazzata da una torre (Ghantaghar) fino agli anni 1950. Il centro del mercato viene ancora oggi chiamato Ghantaghar.
Chandni Chowk era un tempo il più grande mercato dell'India e le processioni imperiali del moghul passavano attraverso il Chandni Chowk. La tradizione continuò anche dopo la costruzione del Delhi Durbar nel 1903. Il Delhi Town Hall fu costruito nel 1863 dai britannici.
Chandni Chowk va dal centro della città murata, dal Lahori Gate del Forte rosso al Fatehpuri Masjid. In origine un canale lo attraversava al cento della strada ed era diviso in tre sezioni:
- da Lahori Gate a Chowk Kotwali (vicino alla Gurdwara Shish Ganj): questa sezione, vicina alla residenza imperiale, era chiamata Urdu Bazar, vale a dire, mercato dell'accampamento. La lingua urdu ha preso il nome da questo accampamento. Mirza Ghalib parla della distruzione di questo mercato durante i disordini della ribellione indiana del 1857 e delle sue conseguenze.
- da Chowk Kotwali a Chandni Chowk: il termine Chandni Chowk originariamente si riferiva alla piazza che aveva una piscina che rifletteva la luce della luna. Questa sezione venne originariamente chiamata Johri Bazar.
- da Chandni Chowk a Fatehpuri Masjid: questa venne chiamata Fatehpuri Bazar.

In seguito, pur soffocato dalla congestione, il mercato conservò il suo carattere storico. I seguenti termini sono generalmente utilizzati per descrivere gli edifici e le strade:
- Haveli: una sorta di palazzo. Un haveli ha normalmente un grande cortile (atrio), circondato sui quattro lati da camere spaziose e spesso un altro cortile murato all'esterno. Uno dei haveli più grande e ben conservato è Chunnamal Haveli.
- Kucha: una zona con case i cui proprietari condividono la stessa attività. Da qui il nome Maliwara (quartiere dei giardinieri) e Ballimaran' (quartiere dei rematori).
- Katra: si riferisce ad un'ala separata di commercianti ed artigiani appartenenti allo stesso commercio. Di solito vivevano e lavoravano insieme. Si tratta di un sistema simile all'alloggiamento della gilda di Amsterdam.

## Comunità

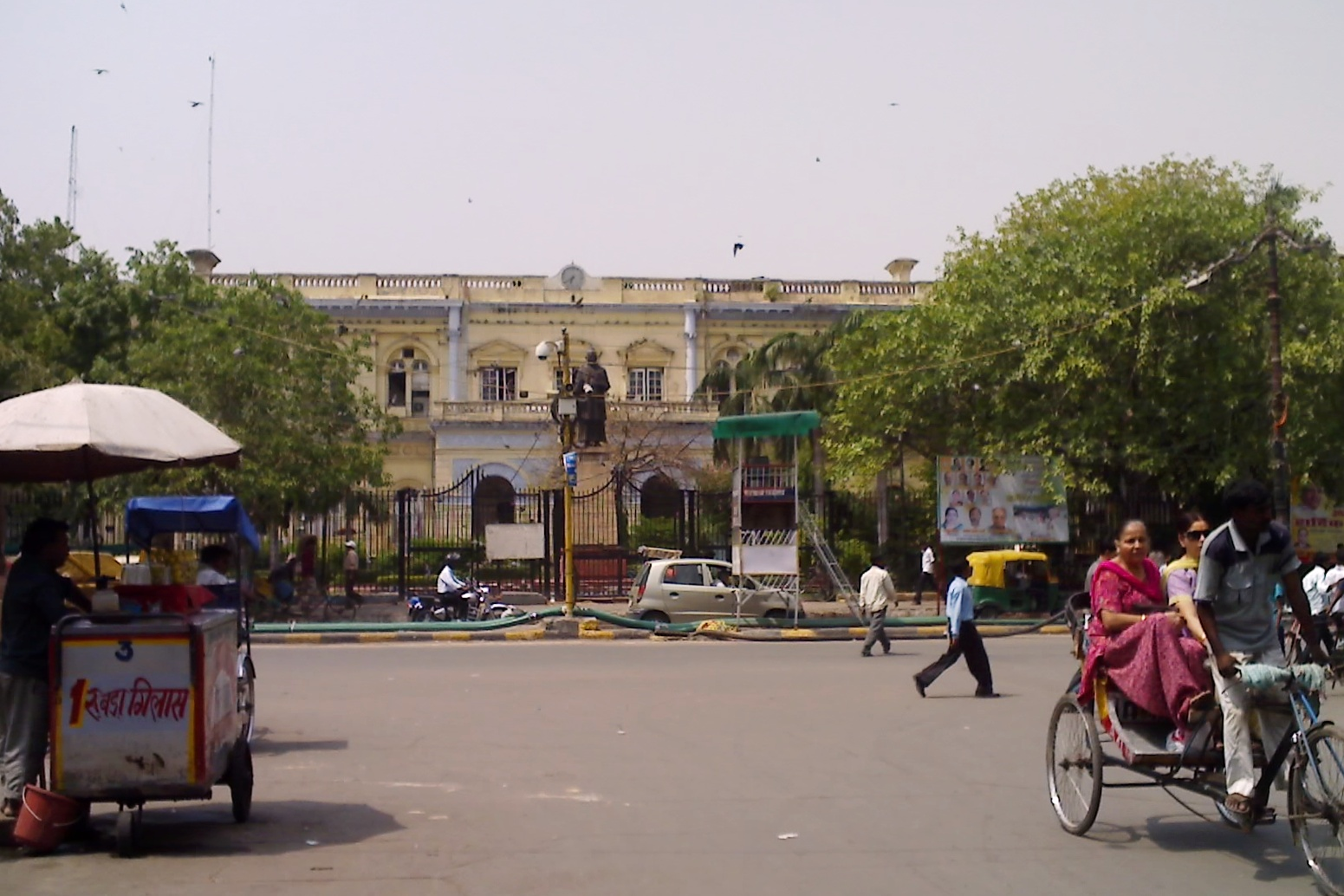
Delhi Town Hall

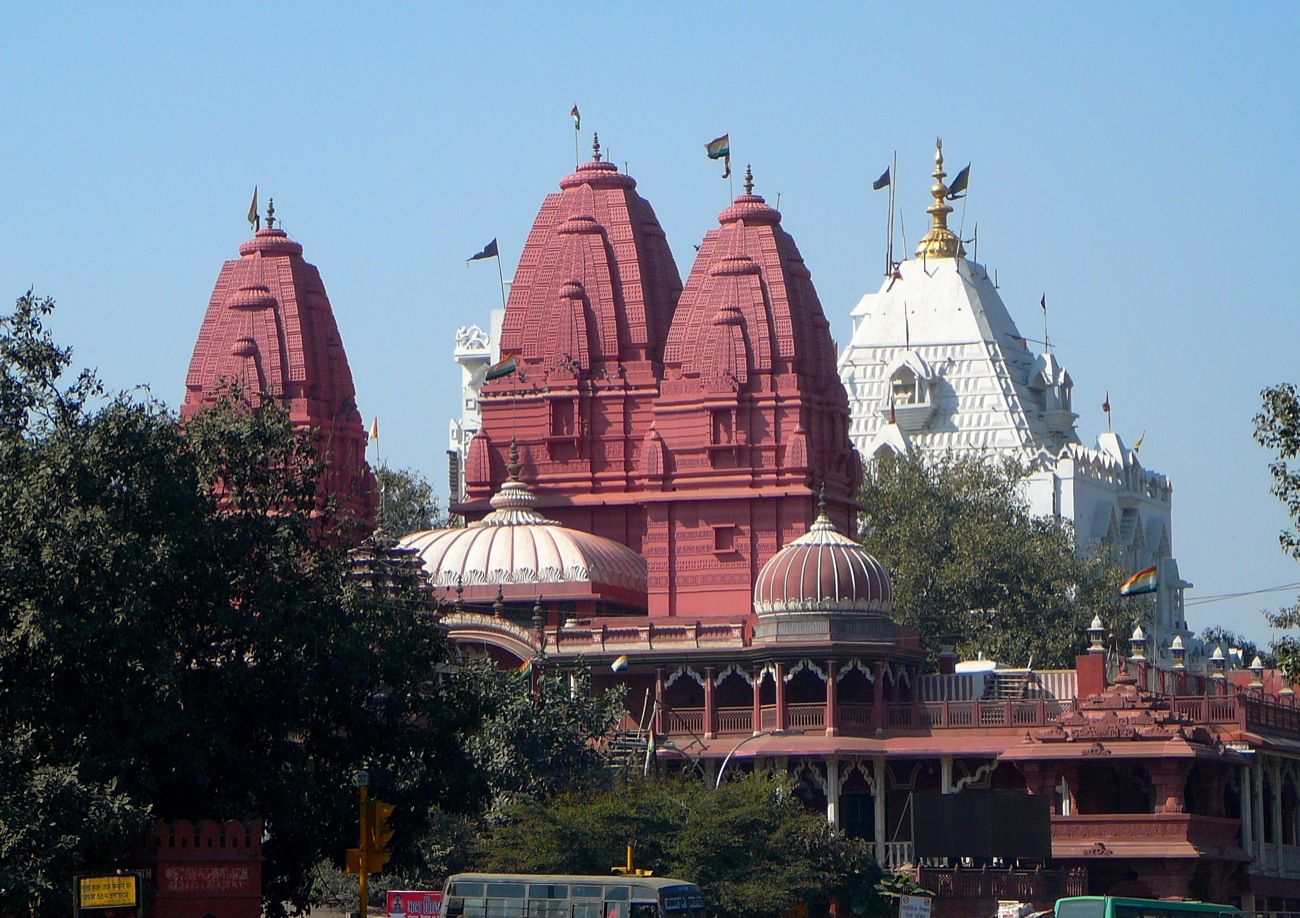
Lal Jain Mandir e tempio Gauri Shankar sullo sfondo.

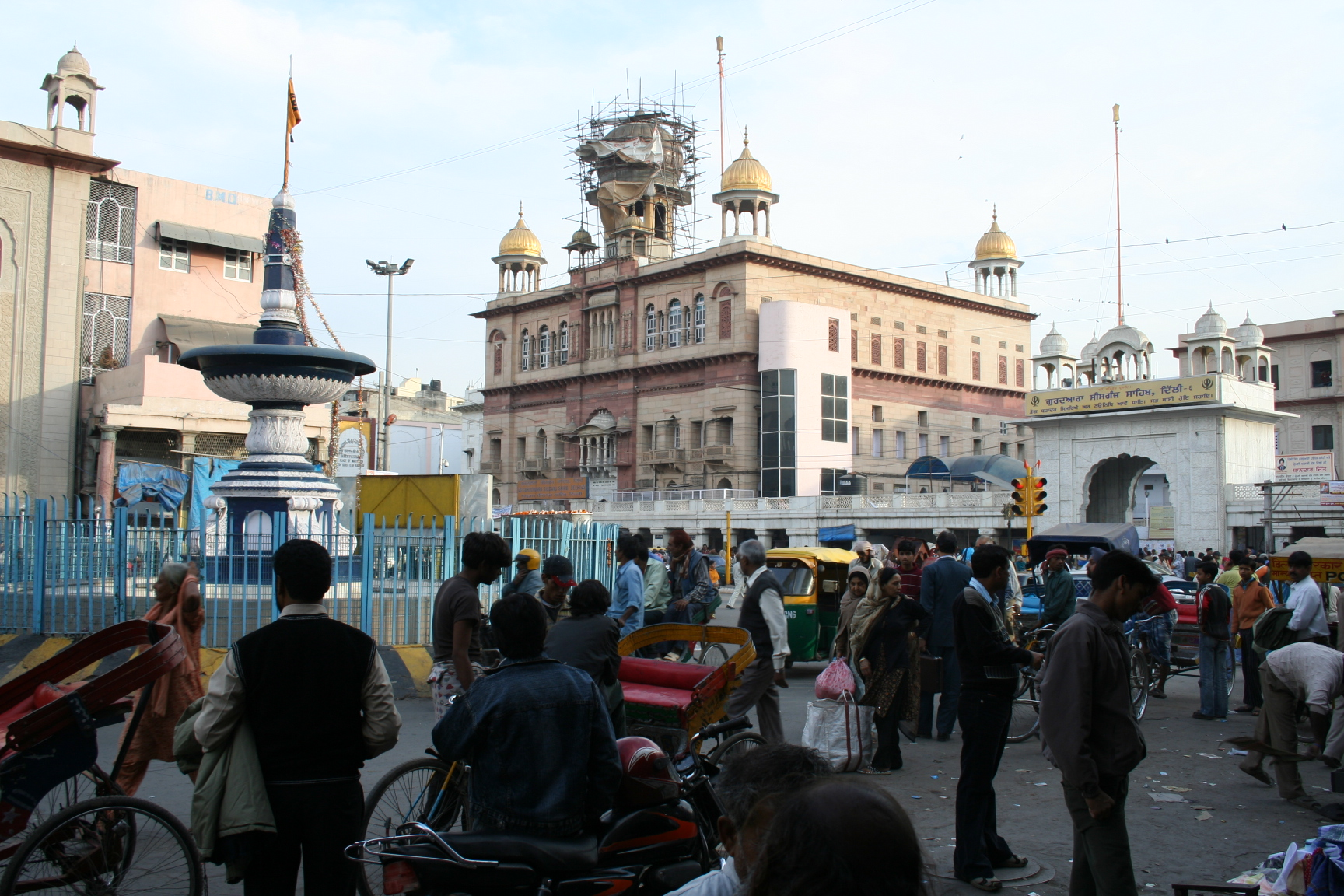
Gurudwara Sisganj

Su entrambi i lati dell'ampio Chandni Chowk c'erano delle aree residenziali servite da strade strette (gali).

### Edifici religiosi
La più famosa moschea di Delhi, Jama Masjid, costruita nel 1650 nei pressi, è vicina a famosi santuari religiosi, appartenenti a diverse religioni. Partendo dal Forte rosso, la strada presenta:
- Sri Digambar Jain Lal Mandir, costruita nel 1656, con un ospedale per uccelli creato nel 1929. Un Naya Mandir venne costruito nel 1807 a Dharampura, primo tempio con un tetto a punta.
- Tempio indù Gauri Shankar[8] costruito dal generale Maratha Appa Gangadhar nel 1761.
- Shri Shiv Navgrah Mandir Dham, श्री शिव नवग्रह मंदिर धाम dedicato a Navgrah con la presenza di Shiva. Il dham principale del tempio è dedicato a Shri Shani Maharaj Ji. Lo Shri Surya Dev è posizionato nella parte superiore dell'ingresso principale. Lo Shri Sankatmochan Hanuman Mandir e lo Shri Shakti Mandir sono collegati a questo tempio.
- La Central Baptist Church venne costruita nel 1814.
- La Sikh Gurdwara Sis Ganj Sahib. Realizzata dal guru Sikh Guru Tegh Bahadur e dai suoi seguaci Bhai Mati Das, Bhai Dyal Das e Bhai Sati Das nelle vicinanze dei moghul nel 1675. I Gurudwaras sotto forma di memoriali vennero costruiti nel 1783 dopo Delhi, l'allora capitale dei moghul, conquistata dai Khalsa (Sikhs) sotto il comando di Baba Baghel Singh.
- La moschea Sunehri Masjid venne costruita nel 1721 da Roshan-ud-Daula Zafar Khan durante il regno di Mohammad Shah. L'invasore persiano Nadir Shah trascorse diverse ore sulla parte superiore della moschea, in data 11 marzo 1739, al osservare il Katl-e-Aam (l'uccisione pubblica) da lui ordinato, che provocò 30.000 morti.
- La moschea Fatehpuri Masjid venne costruita da Fatehpuri Begum nel 1650, una delle regine di Shah Jahan.

### Haveli

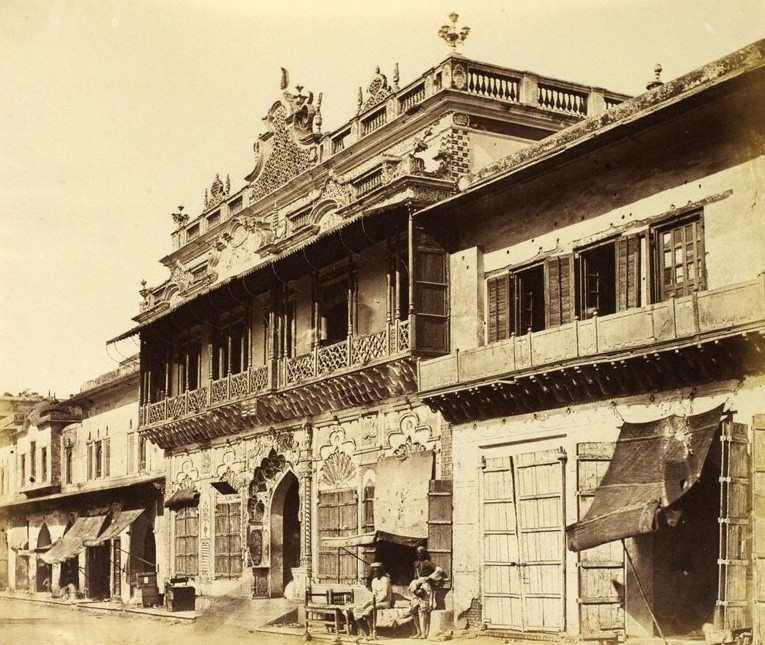
Una haveli su Chandni Chowk nel 1858 (foto di Felice Beato)

Le costruzioni storiche comprendono:
- Palazzo Begum Samru del 1806 (vedi[11]) oggi chiamato Bhagirath Palace.
- Naughara nel Kinari Bazaar, XVIII secolo, casa giainista. Si tratta di nove haveli affiancate.
- Khazanchi haveli: i khajanchi erano i contabili di Shah Jahan. Una strada prende il nome da loro, chiamata "Gali Khajanchi". Un lungo tunnel sotterraneo collega l'haveli al Forte rosso, in modo che il denaro poteva essere trasferito in modo sicuro.
- Haveli di Mirza Ghalib, Gali Kasim Jan (Gali Ballimaran)
- Chunnamal haveli, Katra Neel
- Haveli di Zeenat Mahal, Lal Kuan Bazar
- Haksar Haveli, Bazar Sitaram, dove Jawaharlal Nehru si sposò nel 1916 com Kamla Nehru
- Haveli Naharwali, Kucha Sadullah Khan, dove nacque Pervez Musharraf, ex presidente del Pakistan
- Haveli Banarsi Bhawan, masjid khazoor, con un pozzo d'acqua, situato vicino al Meru Jain Temple.
- Haveli Dharmpura, Gali Guliyan, progettata nella tarda era moghul anche se alcune parti mostrano l'influenza dell'architettura del XX secolo. Durante l'era moghul, molte haveli vennero costruite dai cortigiani.[12]

### Negozi
La specificità del Chandni Chowk è l'autenticità e la varietà: cibi, salumi e dolci di oltre 1.000 tipi, sari con ricami Chikan e Zari. Negozi situati in stretti vicoli vendono libri, abbigliamento, elettronica, beni di consumo, calzature e pelletteria. Vi si vendono originali Haldiram e marchi come Gianis. Una particolare specialità locale sono le Jalebi fritte in puro ghi (burro chiarificato).
Il mercato delle stoffe vende articoli per la casa, tessuti d'arredamento, tra cui manufatti, nonché servizi di progettazione.
Il Nai Sarak è il mercato all'ingrosso di articoli di cancelleria, libri, carta e materiali decorativi. Vi si trovano anche sari per nozze e cerimonie. and Nandlal Silk Mills.
Il Lal Kuan è il mercato all'ingrosso per articoli di elettronica, elettrodomestici e arredamenti per hotel. Adiacente ad esso è il Tilak Market che vende prodotti chimici per l'industria.
Dariba è il mercato dell'argento e della gioielleria. I negozi più popolari sono Hare ram, Hare Krishna e MM Jewellers. Questo mercato offre anche trofei, scudi, cimeli e articoli affini.

### Ristoranti e articoli d'importazione

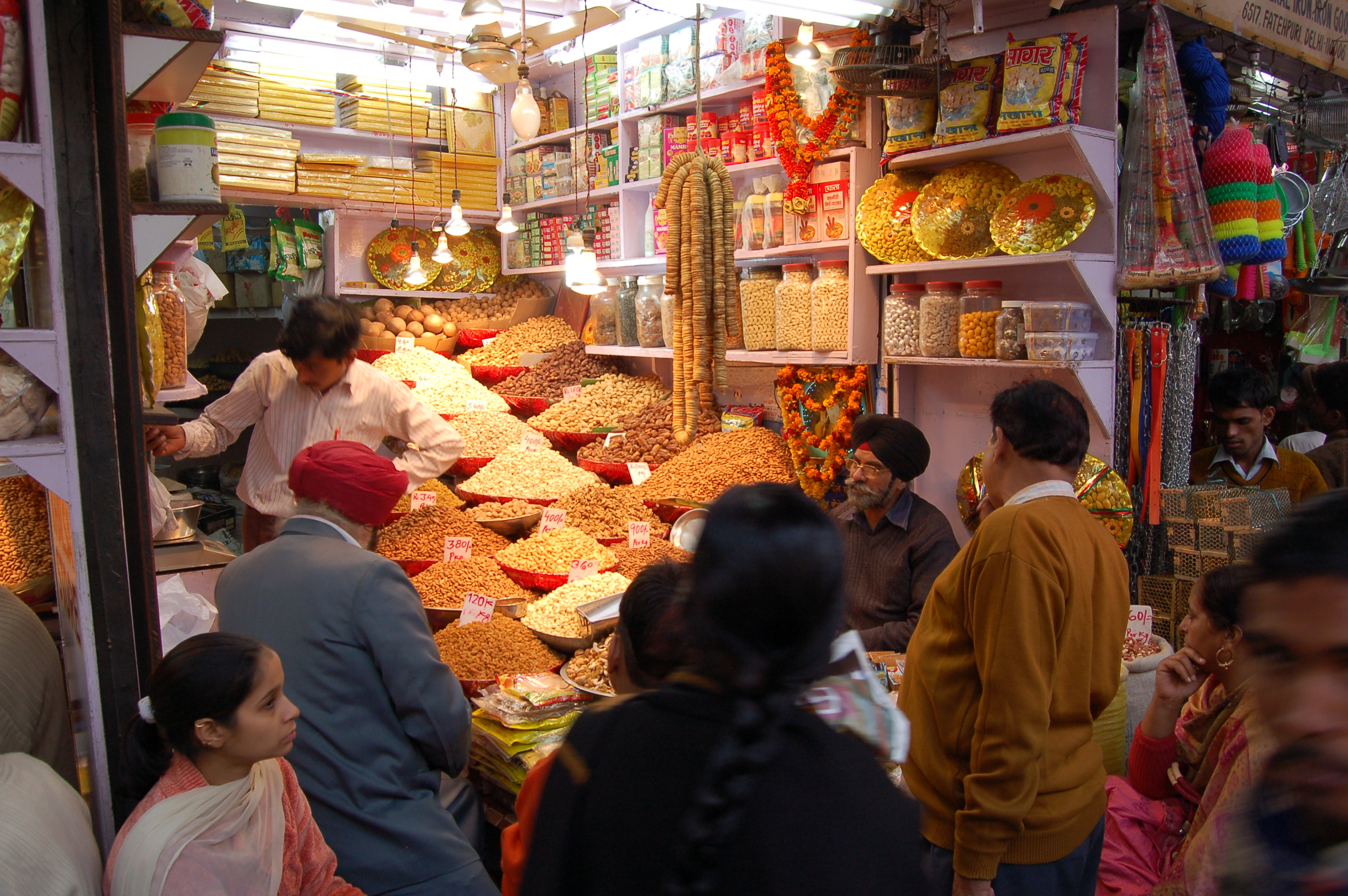
Negozio di alimentari in Khari Baoli Road

Nel Chandni Chowk si trovano numerosi famosi ristoranti (halwais)